# Gora Song
Gora Song (kitajsko: 嵩山; pinjin: Sōngshān, "visoka[5] gora") je osamljeno gorovje v severno-osrednji kitajski provinci Henan, ob južnem bregu Rumene reke. V literarnem in ljudskem izročilu je znana kot osrednja gora Petih velikih kitajskih gora. Vsaj od začetka 1. tisočletja pred našim štetjem je kitajska astronomska mitologija sprejela idejo, da je gora Song središče neba in zemlje. Kot takšno so jo spoštovale zaporedne dinastije kitajskega cesarstva.
Ime Songshan se nanaša tudi na vrh gorovja, ki je na 34°30′38″N 112°56′05″E, nadmorska višina 1492 m. Je četrti najvišji vrh, a drugi po pomembnosti z 869 m. Po njem je poimenovana nacionalna slikovita točka Songshan. Najvišji vrh v gorovju je Lian Tian Feng s 1512 metri, ki je tudi najbolj izstopajoč z relativno višino 1221 m. Na njegovih zgornjih pobočjih je slikovita točka Sanhuangdžaj, bolj zahodno od ceste G1516 (hitra cesta Janluo), ki gorovje obdaja na jugu. Lokacija je čez dolino Šaojang, na zahodni strani katere stoji samostan Šaolin. Dolina je dobro poseljena, v nasprotju z gozdnatimi in prepadnimi gorami.
Literatura, povezana s tem samostanom ali 'templjem' (si), povezuje dve ljudski imeni gorovja, ki sta še vedno v priljubljeni rabi zaradi njunega legendarnega statusa: gora Šaoši, kar pomeni vsi vrhovi zahodno od doline, in gora Taiši, vsi vrhovi vzhodno od doline. Gora Song se tako zdi gorovje z dvema vrhovoma, čeprav jih je v resnici toliko, kot jih števec želi prešteti. Možno število je odvisno od najmanjše dovoljene vidnosti števca. PeakVisor, ki beleži prijavljene vrhove na določenem območju, je za Denfeng zabeležil 44, najnižja nadmorska višina pa je 959 m.
Internet na široko poroča, da gora Song obsega 72 vrhov, včasih zaokroženo na 70. To je mistična številka, vzeta iz kozmologije čan budistov. V njihovem starodavnem mitu imata Šaoši in Taiši vsak po 36 vrhov, en niz jina in janga, ki se v samostanu medsebojno izničita in dosežeta ničelno vsoto (kar ostaja špekulativno). Številke ne temeljijo na štetju.

## Geografija

### Linija Čin-Huai
Rumena reka (Huang He) je druga največja na Kitajskem, prva je Jangce, ki sega v vzhodni Tibet (tako kot Rumena). Njeni številni pritoki na poti do Vzhodnokitajskega morja tik nad Šanghajem vodijo širok pas, ki se izliva od vzhoda proti zahodu, imenovan delta Jangce. Njen vzorec vodotokov podpira veliko množico Kitajcev, najštevilčnejših na Zemlji.
Rumena reka ustvarja drugi pas severno od delte Jangce. Včasih pravijo, da je v delti, vendar sta dolina Jangce in dolina Rumene reke, ki obe tečeta približno od vzhoda proti zahodu, ločeni druga od druge z razvodnico. Če bi jo na kateri koli točki prebili, bi ena reka zajela drugo gorvodno od preboja. Namesto tega sta popolnoma ločeni. Rumena reka se izliva v Bohajsko morje približno 744 km severno od Šanghaja.
Rumena reka izvira iz jezera Gjaring v visokogorju Tibeta na nadmorski višini 4293 m. Od ustja reke je oddaljena 1965 km. Obiskovalci nižavja tvegajo višinsko bolezen. Plitvo jezero zbira blatno vodo z okoliške travnate planote, ki jo sestavljajo debeli nanosi puhlice, finega prahu, ki so ga v davni preteklosti odložili ledeniški vetrovi. Suspendirana puhlica ostane v vodi in daje reki rumeno barvo, po kateri je dobila ime. Odlaganje tega prahu zapolni strugo, kar povzroči spremembe toka in obsežne poplave. Pogosti jezovi in akumulacijski rezervoarji pomagajo nadzorovati ta nekoč katastrofalen problem.
Zgornja razvodnica je gorovje Činling, vrsta grebenov, ki se raztezajo približno proti zahodu in vzhodu, natančneje proti vzhodu in jugovzhodu, do bližine gore Song, ki velja za del gorovja. Nekateri menijo, da je gora Song  v gorovju Funiu, drugem podgorju Činlinga, strogo gledano južno od gore Song. Razdalja črte sever-jug, ki poteka od Rumene reke pri 34°49′54″N 112°58′14″E skozi samostan Šaolin do reke Jangce na njenem izlivu iz jezera Dongdongting, je približno 608 km. Črta vstopi v dolino reke Jangce pri Nanjangu, 33°15′25″N 113°00′32″E. Razdalja čez razvodnico na tej črti je torej 164 km. Songšan leži na severnem pobočju razvodnice, njen južni rob pa je višji od severnega. Samostanske skupnosti so na njenih južnih pobočjih.
Vzhodno od gore Song razvodnica ni tako ostra. Skozi njo teče reka Huai (Huai he), ki se začne približno na 32°26′35″N 113°19′31″E in teče v širokih vijugastih tokih do Vzhodnokitajskega morja severno od Šanghaja. Njen spodnji tok je popolnoma nadzorovan v dolgih ravnih črtah; pravzaprav je zelo malo naravne topografije. Sredinska črta ločnice se zato imenuje črta Čin-Huai, ki ima več kot le geografski pomen. Izkazalo se je, da je ločnica podnebna ovira. Severno od nje je podnebje zmerno in suho; južno pa subtropsko in vlažno. Obe regiji sta poimenovani Severna Kitajska in Južna Kitajska. Songšan ima severnokitajsko podnebje.

### Gorovje Songšan
Geoforma, ki se imenuje gora Song ali na kateri je gora Song poljubno definirana, je gorovje nepravilne oblike, bolj vzhodno-zahodno kot severno-južno, ki običajno ni natančneje kot »med mestoma Luojang in Džengdžov« ali »v okrožju Dengfeng 登封 (Henan), nedaleč od Luojanga«. Razen nekaj otokov na zahodu je celotna reliefna oblika izrazita in neprekinjena. Strokovnjaki – geografi, geologi, arheologi – celotno območje v angleščini imenujejo gorovje Songšan. Dolžina od enega do drugega konca, kjer koli topografski zemljevid prikazuje izboklino, upoštevajoč spremembe smeri, je približno 104 km od enega do drugega roba mesta. Širina se precej razlikuje. En vir navaja povprečje 60 km, dolžina pa je zaokrožena na 100 km. Ker globalni geopark pokriva celotno območje, se lahko njegova ocenjena površina vzame kot površina gorovja; to je 450 km2.
Vzhodni ali Taiši del reliefne oblike se razteza od doline do obrobja metropolitanskega mesta Džengdžov, recimo do ceste G3001. Os, ki povezuje obe točki, bi šla proti severovzhodu in bi bila dolga 55 km. Pravokotna os, ki poteka od točke na cesti S85 proti jugu do Rumene reke, bi bila dolga 115 km. Zahodni ali Šaoši del reliefne oblike je geomorfološko drugačen. Serija vzporednih grebenov, podobnih sabljam, s konveksno stranjo, obrnjeno proti jugu, se razteza od vzhoda proti zahodu med osrednjo dolino in mestom Luojang približno 46 km. Širina od severa do juga na vzhodu je kar 10 km, pri Luojangu pa je le pas hribov, visok približno 4 km od severa do juga, visok približno 300 m, z veliko manjšimi izboklinami. Zahodni podaljšek ima drugo ime, Van'anšan, ki velja za vejo Songšana.
Vzhodna gora Song leži na desnem bregu Rumene reke, ne pa na zahodnem. Pri približno 34°50′08″N 113°03′59″E se Rumena reka združi z desnim pritokom Ji Luo. Pri približno 34°40′54″N 112°48′02″E se združita Ji he ('reka Ji') na jugu in Luo he ('reka Luo') in tvorita Ji Luo he. Zahodni Songšan leži na neprekinjenem desnem bregu rek Ji in Jiluo, vendar ne neposredno. Ločuje ju ravnina, skozi katero tečejo potoki iz Van'anšana proti severu.
Opazovalec na sotočju rek Ji in Luo, ki gleda proti jugu proti Van'anšanu, bi opazil njegovo splošno prevlado nad ravnino. Sotočje ima nadmorsko višino približno 110 m. Teren gore na jugu ima nadmorsko višino približno 556 m na razdalji 16 km. Nadmorska višina vznožja je približno 240 m. Opazovalec bi torej nad obzorjem videl gorsko steno, ki se dviga do 446 m nad ravnino. Naklon ravnine bi bil 130/16 m/km ali 0,8125 %, kar se komaj razlikuje od ravnega. Nekoč kmetijsko zemljišče je danes predmestje Luojanga.

## Naravne in kulturne vrednote gorovja in njegove okolice

### Geološke značilnosti
Območje so oblikovale tri glavne orogeneze: orogeneza Songjang pred 2,5 milijarde let, orogeneza Džongjue pred 1,85 milijarde let in orogeneza Šaolin pred 570 milijoni let. Poimenovane so bile po lokalnih znamenitostih na tem območju. Geopark Songšan imenujejo tudi »učbenik geološke zgodovine«.

### Površje
Najvišje točke gorovja tvorijo ločnico v obliki črke U med sistemom Rumene reke, ki se izliva proti severovzhodu, in sistemom reke Huai, ki se izliva proti jugovzhodu. Konkavna stran črke U je obrnjena proti jugu. Okoli nje je polkrog visokogorskih gora, 'svetih' za starodavne kitajske religije, ki sta bili taoizem in budizem. Znotraj črke U je dolina Šaojang, ki je danes del metropolitanskega območja Denfeng, ki svoje vsakodnevno poslovanje opravlja tako rekoč v senci gora. Vsebuje ostanke in rekonstrukcije starodavnih verskih objektov, ki so bili nekoč revolucionarna tarča kitajske komunistične partije, zdaj pa jih podpirajo kot osnovo izjemno donosne geoturizma, geošporta in geogledališča ter počitniško mesto za delovne ljudi.
| Vrh             | nadm. višina (m) | Prominenca (m) | Latitude    | Longitude    | Šaoši/ Taiši |
| --------------- | ---------------- | -------------- | ----------- | ------------ | ------------ |
| Zhāo Yuè Fēng   | 976              | 52             | 34.46227 N  | 112.958576 E | Šaoši        |
| Yíng Xiá Fēng   | 1138             | 255            | 34.469532 N | 112.958631 E | Šaoši        |
| Ruì Yīng Fēng   | 1018             | 48             | 34.465569 N | 112.937857 E | Šaoši        |
| Qīng Liáng Fēng | 1159             | 53             | 34.463239 N | 112.929083 E | Šaoši        |
| Lián Tiān Fēng  | 1512             | 1221           | 34.472416 N | 112.934647 E | Šaoši        |
| Qióng Bì Fēng   | 1487             | 47             | 34.470582 N | 112.931695 E | Šaoši        |
| Zǐ Wēi Fēng     | 1472             | 13             | 34.470817 N | 112.933883 E | Šaoši        |
| Tiān Dé Fēng    | 1033             | 25             | 34.472878 N | 112.958058 E | Šaoši        |
| Bái Dào Fēng    | 1485             | 35             | 34.473727 N | 112.938172 E | Šaoši        |

## Razvoj parka

### Prva turistična območja
Ustanovitelji republike, tj. Nacionalistična stranka, so razvili dihotomno politiko do kulturne dediščine. Po eni strani naj bi jo zavračali in napadali kot 'nazadnjaško'. Po drugi strani pa naj bi »premične relikvije in arheološka najdišča« ponudili kot simbole za »krepitev nacionalne identitete«. Ta dvojnost je vodila do nekoliko arbitrarnih odločitev o tem, kaj uničiti in kaj ceniti. Stavbe so bile še posebej ranljive. Šaolinski tempelj je leta 1928 napadel in požgal Ši Jousan, vojskovodja iz obdobja vojskovodij revolucije, skupaj z mnogimi drugimi. Menihi so bili povsod ogroženi. Po drugi strani pa je bilo zgrajenih več novih muzejev v zahodnem slogu, ki so hranili cenjene artefakte.
V času Republike na celini se je začel turizem in označevanje javnih parkov. Koncept parka je zelo star po vsem svetu, vendar so jih na Kitajskem imeli le višji sloji. Zamisel, da bi zemlja lahko pripadala ljudstvu ali da imajo ljudje pravico do uživanja na njej, je bila subverzivna. Zemlja je pripadala razredu, ki ga je ljudstvo poimenovalo zemljiščarji. Ne glede na to, ali je bila revolucija nacionalistična ali komunistična, je bila glavna tarča ljudskih zamer prav ta razred. Kmalu so za svoje prestopke odgovarjali na sodiščih istih ljudi, ki so jim vladali, kar je imelo običajno usodne posledice. Njihova zemlja je postala ljudska lastnina.
Zahodna ideja o turistični agenciji, ki bi rezervirala obiske slikovitih območij, je kmalu sprožila revolucionarni dvojnik na Kitajskem. Potovalno službo China Travel Service je leta 1927 ustanovil Čeng Guanfu pod oblastjo republike na vrhuncu njene protitradicionalne faze. Njen namen je bil izvzeti potovalno dejavnost iz rok tujcev in kitajskemu ljudstvu zagotoviti domači turizem. Obiskane lokacije so bile vzete iz Enciklopedije kitajskih slikovitih krajev in starodavnih relikvij iz leta 1922. Ta agencija je nevede pridobila moč, ki je zahodnim agencijam ni bila dana: moč odločanja, kaj je slikovit kraj in kaj relikvija. Potovanje do enega ni bilo mogoče brez vladnega dovoljenja, ki ga je posredovala naprej. Ko so komunisti prejeli to agencijo, so jo spremenili v vejo oblasti. Do leta 1940 so določili 15 območij za javni obisk, ki so bila jedro kasnejših slikovitih območij.

### Neuspehi pod predsednikom Maom
Leta 1949 je pod vodstvom predsednika Mao Cetunga iz Kitajske komunistične partije nastala Ljudska republika Kitajska. Njegova stranka je v kitajski komunistični revoluciji premagala sile Republike Kitajske (1912–1949), naslednice Kitajskega cesarstva in jih prisilila, da so svojo republiko preselili na otok Tajvan. Ker so Združene države pomagale in podpirale republiko, je ta v naslednji hladni vojni postala njen nasprotnik.
Komunisti so kolektivizirali kitajska gospodarska podjetja in delavce razdelili v delovne enote oziroma kolektive po sovjetskem vzoru. Po mnenju predsednika turizem ni bil potreben, zato so bile nepotrebne tudi turistične znamenitosti. Mesto dediščine kot takšno ni imelo nobene vrednosti in je bilo preurejeno v druge namene. Podobno so bili uničeni tudi starodavni artefakti, razen nekaj izbranih kot nacionalni simboli.
Protitradicionalna plat dihotomije ni bila neizkoriščena. KPK je večkrat poskušala sestaviti sezname stavb, ki jih je treba zaščititi, ali sprejeti predpise, ki bi varovali mesta dediščine; vendar so se zdelo, da jih potrebe z višjo prioriteto vedno izničijo. Še posebej pomembna je bila Maova politika velikega skoka naprej, s katero je upal Kitajsko preoblikovati v moderno državo. Nasprotno, skok je bil prevelik in prehiter. Zahteve, ki so bile postavljene delavcem, so daleč presegale njihovo sposobnost izpolnjevanja. Kazni za neupoštevanje rokov so bile pravi teror. Začel se je gospodarski zlom in družbena anarhija. Sledila je lakota, ki je močno povečala število smrtnih žrtev te že tako krvave revolucije.
Na tej točki je Mao naredil svoje največje napačne presoje, ki bi, če ne bi umrl, zagotovo privedle do njegovega strmoglavljenja. Sklenil je, da je neupoštevanje rokov sabotaža, ki so jo izvedli tajni kapitalistični sovražniki komunistične države, vključno s člani partije. Tako se je začela 10-letna kulturna revolucija, najhujši teror od vseh. Mao je z rekrutiranjem mladih pripadnikov rdeče garde postavil proti tradiciji in bolj uveljavljenim članom partije. V bistvu so imeli moč ubiti ali uničiti kogar koli ali karkoli so želeli. Izgubljenih je bilo veliko starin. Mao naj bi dal nekaj starodavnih grobnic zapolniti z betonom.
Po Maovi smrti leta 1976 je predsedovanje prevzel njegov podpredsednik Hua Guofeng, ki je ustavil kulturno revolucijo z aretacijo Maovih sozarotnikov, Tolpe štirih. Leta 1978 je Centralni komite Deng Šjaopinga postavil za vrhovnega voditelja. Mao ga je zaradi nasprotovanja kulturni revoluciji odstavil, zdaj pa je bil rehabilitiran, da bi vzpostavil tržno gospodarstvo.
Dengova glavna skrb je bila ustava Ljudske republike Kitajske. Ena je bila leta 1954, druga leta 1976, Deng pa je leta 1978 s polno podporo stranke razglasil tretjo. Še ena je bila leta 1982 in nato še pet revizij. Ustavi iz let 1978 in 1982 sta normalizirali vlado in poudarili osebne pravice in svobodo, vendar je KPK ostala na oblasti in je bila edina dovoljena stranka. Ironično je bilo Rdeči gardi naročeno, naj reši in zaščiti prav tiste starine, za katere je bila ustvarjena, da jih uniči, kar je bilo za velik del njih prepozno.

### Zaščiteno območje Songšan
Ljudska republika je spremenila smer, kar je bilo uradno potrjeno leta 1982 z Zakonom o varstvu kulturne dediščine Ljudske republike Kitajske, katerega naslov pove vse. Notranji razpad Sovjetske zveze leta 1991 je prinesel hiter konec hladne vojne. Meje Ljudske republike so se odprle. Kitajci so povsod začeli izražati spontano in strastno zanimanje za ohranjanje kulturne in naravne dediščine Kitajske ter njeno dostopnost preostalemu svetu. Vzporedno z drugimi državami so začeli ustanavljati parke, ki so bili združeni pod okriljem »zaščitenih območij« (ZA). To kategorijo je na Kitajskem leta 1994 sprejelo Ministrstvo za varstvo okolja kot del svojega prvega akcijskega načrta za biotsko raznovrstnost, potem ko je Kitajska postala podpisnica Konvencije Združenih narodov o biološki raznovrstnosti. Trenutno velja drugi načrt, sprejet leta 2010: Nacionalna strategija in akcijski načrt za ohranjanje biotske raznovrstnosti (2011–2030). Dopolnjuje ga vse več okrožnih načrtov. Do leta 2018 je bilo na Kitajskem več kot 11.800 zavarovanih območij 17 različnih vrst. Turizem se je povečal v rekordnih razsežnostih. Na primer, leta 2017 je približno 826 milijonov turistov obiskalo 3505 zaščitenih območij vrste, imenovane gozdni park.

### Slikovito območje Songšan
Vendar so nekatere vrste obstajale že pred koncem hladne vojne. Slikovito območje je dober primer. Gre za park, ki varuje slikovite razglede, vendar je odprt za turizem in nekatere manjše spremembe v njegovo podporo, kot je žičnica. Slikovita območja, ki so se začela v dvajsetih letih 20. stoletja pod republiko, so se v težkih letih državljanske vojne pod provincialno oblastjo povečevala, vendar počasi. Mao jih je ohranil, vendar jih ni izboljšal. V skladu z zakonom iz leta 1982 je vlada organizirala slikovita območja na pokrajinski ali provincialni ravni in nacionalni ali državni ravni (ki jo je ratificiral državni svet), pri čemer je slednje nadgradnja prvih. Nacionalno slikovito območje (v prevodu narodni park, čeprav so se pravi narodni parki pojavili kasneje) je veljalo po strožjih standardih, zaradi katerih bi park padel na pokrajinski nivo. Trenutno veljajo standardi IUCN II, III in V.
Takrat naj bi bilo 44 slikovitih območij, vsako z eno ali več slikovitih točk ali slikovitih točk znotraj slikovitih območij. Songšan je bil uvrščen v nacionalno kategorijo. Leta 1986 je prejel glavni načrt, ki ga je oblikovala Univerza Tongdži, leta 1990 pa ga je ratificiral Državni svet Ljudske republike Kitajske. Samostan Šaolin je bil predstavljen kot slikovita točka. Dodeljena so bila sredstva za njegovo obnovo (zgorel je leta 1928). Druge slikovite točke so Akademija Songjang, tempelj Džongjue, Zvezdni observatorij, dolina Dašjongšan Šjanren, vrata Fandžja in stolp Džaišing. To slikovito območje ni predstavljalo celotnega območja. Oblikovano je kot fižol, njegova konkavna stran pa je obrnjena proti jugu. Šaoši in Taiši sta ob strani, kolikor segata. Dolina ni vključena, saj je bila že urbano območje Dengfeng.

### Gozdno območje Songšan
Leta 1982 je državni svet skupaj s slikovitimi območji ratificiral novo vrsto varovanega območja, gozdni park ali območje, ki ga je zasnovala Državna komisija za načrtovanje (pozneje Nacionalna komisija za razvoj in reforme), in takšne parke razdelil tudi na pokrajinske in nacionalne ter tretjo vrsto, okrožne. Veljajo standardi IUCN II, V in VI. Namen gozdnega parka je zaščita gozda. Poudarek je na ohranjanju rastlinskih in živalskih vrst ter »zgodovinskih in kulturnih relikvij«. Tam se lahko izvajata rekreacija in izobraževanje. Do leta 2009 je bilo ustanovljenih približno 2458 gozdnih parkov, 730 nacionalnih in 1073 pokrajinskih, ostali pa okrožnih. Upravlja jih Državna uprava za gozdove. Tistega leta jih je obiskalo 332 milijonov turistov.

### Songshan UNESCO Global Geopark
Samostan Šaolin je znotraj nacionalnega geoparka Songšan Strategerati Graphical Organization & Structural. Osem lokacij ob vznožju gore Dengfeng je od leta 2010 na seznamu svetovne dediščine.

## Geolokacije na gori Song in okoli nje
Geolokacija je strogo gledano lokacija javnega interesa v geoparku. Geolokacije niso nujno lokacije »znanosti o Zemlji«, saj je geopark mogoče opredeliti tudi zaradi njegovih kulturnih vrednot. Predpona geo- ni omejena na park; lahko se nanaša na elemente, povezane s parkom, vendar dejansko niso v njem.

### Podlokacije WHS na gori Song
WHS Songšan je bil zasnovan tako, da vključuje 367 stavb v osmih skupinah, razporejenih po notranjem obodu doline Šaojang. V nasprotju s slikovitim območjem Songšan je WHS dejansko v dolini in zaseda lokacije v središču Dengfenga, čeprav pogosto na odmaknjenih območjih.
|  | Ime                                                                         | Lega                                                      | Opis | WP Artikel               |
|  | --------------------------------------------------------------------------- | --------------------------------------------------------- | --- | ------------------------ |
|  | 1. Taiši Čue vrata in Džongjue tempelj                                      |                                                           | |                          |
|  | Džongjue tempelj                                                            | 34°27′28″N 113°04′04″E / 34.457811°N 113.0676911°E        | Nadomestni taoistični tempeljski kompleks, 5. stoletje, za prejšnji tempelj Taiši, žrtveno mesto za goro Taiši (v tem primeru Huáng Gài Fēng). Trenutna postavitev dinastija Džin (1115–1224). Dolžina: 664 m sever-jug od bulvarja Šaolin, širina: 181 m | Dengfeng                 |
|  | Taiši Čue vrata                                                             | 34°27′07″N 113°04′04″E / 34.451896°N 113.067802°E         | Slikovita struktura vratnega stebra, zgrajena leta 118, za tempelj Taiši, ki je stal pred templjem Džongjue. Je v zaščitni stavbi na južnem koncu ceste, obdane z drevoredom, 600 m od bulvarja Šaolin.                                                   | Dengfeng, Čue (stolp)    |
|  | 2. Šaoši Čue vrata                                                          |                                                           | |                          |
|  | Šaoši Čue vrata                                                             | 34°29′34.94″N 112°58′37.21″E / 34.4930389°N 112.9770028°E | Sedaj zaprti slikovni kamniti vratni stebri, ki so nekoč stali pred zdaj porušenim templjem Šaošišan ob vznožju Šaošija. | Dengfeng, Čue (stolp)    |
|  | 3. Čuimu Čue vrata                                                          |                                                           | |                          |
|  | Čuimu Čue vrata                                                             | 34°28′26.92″N 113°2′28.48″E / 34.4741444°N 113.0412444°E  | Sedaj zaprti slikovni kamniti vhodni stebri, ki so nekoč stali pred zdaj porušenim templjem Čimu. Prikazujejo obiskovalce iz rimskega cesarstva. | Dengfeng, Čue (stolp)    |
|  | 4. Tempeljska pagoda Songjue                                                |                                                           | |                          |
|  | Tempeljska pagoda Songjue                                                   | 34°30′5.83″N 113°0′57.34″E / 34.5016194°N 113.0159278°E   | Okrašena dvanajstkotna pagoda s 15 napušči, datirana v obdobje 508–511 kot del templja in palače, danes ni več prisotna. | Dengfeng, Songyue Pagoda |
|  | 5. Arhitekturni kompleks templja Šaolin, kompleks, tempelj Čuzu, gozd pagod |                                                           | |                          |

Na gori je tudi pomembna budistična prisotnost. Tukaj je samostan Šaolin, ki tradicionalno velja za rojstni kraj zen budizma, gozd pagod v templju pa je največja zbirka pagod na Kitajskem.
Gora in njena okolica sta naseljeni s taoističnimi in zlasti budističnimi samostani. Tempelj Džongjue, ki je tam, je eden najstarejših taoističnih templjev v državi, bližnja akademija Songjang pa je bila ena od štirih velikih akademij starodavne Kitajske. Na gori je tudi pagoda Songjue iz 6. stoletja, pa tudi pagode dinastije Tang (618–907) znotraj templja Favang. Cesarica Vu je leta 695 n. št. na gori Song izvedla obred Feng Šan. (uradni obred, ki so ga Sinovi nebes (kralji dinastije Džov in kasnejši kitajski cesarji) darovali v poklon nebu in zemlji)